# Kościół Santa Sofia w Wenecji
Kościół Santa Sofia w Wenecji (pol. kościół św. Zofii) – rzymskokatolicki kościół w Wenecji pod wezwaniem św. Zofii. Administracyjnie należy do Patriarchatu Wenecji. Jest kościołem filialnym w parafii San Felice Martire, wchodzącej w skład dekanatu Cannaregio – Estuario.

## Historia

### XI–XVIII w.
Według Giuseppe Gallicciolli kościół Santa Sofia został wzniesiony w roku 886 z inicjatywy Giorgia Trilimpola, jednak według większości badaczy dokonało się to w roku 1020 z inicjatywy Pietra Gussoniego i Giorgia Tribuna. Niepewność co do roku powstania świątyni dotyczy również czasu erygowania parafii, która według Flaminia Cornera powstała razem z kościołem w 1020 roku. Pierwotny kościół miał trzy nawy z zakończone wytwornymi, ośmiobocznymi apsydami. Najwcześniejsze wzmianki pisane o kościele pochodzą z 1111 roku, zaś jego przebudowy zostały odnotowane w latach 1225, 1568 i 1698. Tę ostatnią zrealizowano pod kierunkiem Antonia Gaspariego, gdy proboszczem był Tommaso Curini; w jej efekcie kościół uzyskał obecny wygląd. 28 lutego 1760 roku spłonął w pożarze, po czym został odbudowany. Do 1807 roku miał status kolegiaty. Parafią zarządzała kapituła składająca się z czterech księży, diakona i subdiakona. W okresie późniejszym obowiązki duszpasterskie i administracyjne były powierzane wyłącznie proboszczowi.

### XIX i XX w.
Na mocy dekretu napoleońskiego Królestwa Włoch z 5 czerwca 1805 roku (oraz kolejnych dekretów) zainicjowano w Wenecji proces kasat i przekształceń kościołów i klasztorów oraz zmian granic parafii. W 1810 roku parafia Santa Sofia została zniesiona, a jej teren został następnie włączony do parafii Santi Ermagora i Fortunato (potocznie San Marcuola). Sam kościół został sprzedany żydowskiemu kupcowi, który przekształcił go w magazyn, a jego wyposażenie rozdał. Odkupiony przez Giovanniego Rebelliniego w lipcu 1834 roku został przez niego podarowany parafii San Felice Martire, z zobowiązaniem utrzymywania go zawsze otwartego dla kultu; gruntownie odrestaurowany, został ponownie otwarty w czerwcu 1836 roku. Od 1 stycznia 1945 roku jest kościołem filialnym w parafii San Felice Martire.

## Architektura
Kościół Santa Sofia wznosi się wśród zabudowy i wąskich uliczek, równolegle do ulicy Strada Nuova, którą wytyczono w 1871 roku. W roku następnym przed niedokończoną fasadą kościoła zbudowano dom dla księdza Don Massiaglii. Teren przed fasadą był już zabudowany w 1500 roku, co ukazuje rycina Jacopa de’ Barbari. Masywna, XIII-wieczna kampanila ma 19 m wysokości i system dzwonów uruchamianych ręcznie. Z prawej strony fasady znajduje się prosty portal zwieńczony architrawem, otynkowany białym marmorino. Do kościoła prowadzi również wejście boczne, od strony Calle del Christo. Kościół dał nazwę placowi, na który wychodzi jego fasada.

## Wnętrze
Wnętrze kościoła, odrestaurowane w 1836 roku, ma trzy nawy, oddzielone od siebie eleganckimi, klasycznymi kolumnami z kamienia istryjskiego, które wspierają półokrągłe łuki arkad, co jest pozostałością systemu zaprojektowanego przez Gaspariego pod koniec XVII wieku. Nawa główna jest przekryta jest sklepieniem beczkowym, natomiast nawy boczne sklepieniami krzyżowymi. Drewniane ołtarze są umieszczone w płytkich niszach w ścianach. Główna apsyda wznosi się na planie kwadratu. Jej strop zdobi sztukateria.

### Dzieła sztuki
Po zniesieniu kościoła większość dzieł sztuki i niektóre ołtarze zostały utracone. Po ponownym jego otwarciu w XIX wieku prywatni darczyńcy przekazali na jego rzecz szereg dzieł sztuki. Należą do nich obrazy przedstawiające mniej znanych świętych oraz pięć posągów świętych, przeniesionych z ołtarza Scuoli dei Barbieri w kościele Santa Maria dei Servi. Są to dwaj święci na wewnętrznej fasadzie (Kosma i Damian) oraz para świętych na ołtarzu (Łukasz i Andrzej), dzieło warsztatu Rizza. Madonna na ołtarzu w lewej nawie jest przypuszczalnie dziełem André Beauneveu lub Bartolomea Bona. Chrzest Chrystusa nad głównym ołtarzem namalował Daniele Heinz.

## Związek z Benedettem Marcello
Kościół Santa Sofia był bardzo ceniony przez weneckiego kompozytora Benedetta Marcello, który skomponował dla niego kilka spośród swoich słynnych psalmów. W tym kościele chciał też być pochowany.